# Szilveszter Csollány
Szilveszter Csollány, (Sopron, 13 de abril de 1970 — Budapeste, 24 de janeiro de 2022) foi um ginasta húngaro. 
Csollány teve como sua primeira competição o Campeonato Europeu Júnior, no qual, disputado aos dezesseis anos de idade, atingiu a 13.ª colocação geral e a quinta no cavalo com alças. No ano seguinte, ainda na categoria júnior, conquistou suas primeiras medalhas internacionais. No Intl. Friendship Tournament, foi o medalhista de bronze na disputa coletiva e do cavalo com alças, e o de ouro, nas argolas. Em nova edição do Campeonato Europeu Júnior, subiu quatro posições no evento geral e conquistou a duas medalhas: prata nas argolas e bronze no cavalo com alças.
Em seus dezessete anos de carreira, Csollány obteve duas medalhas olímpicas em duas edições disputadas: em 1996 e 2000, respectivamente, foi prata nos Jogos de Atlanta e ouro nos Jogos de Sydney, em cuja final superou o grego Dimosthenis Tampakos e o búlgaro Jordan Jovtchev; seis medalhas em seis edições mundiais entre os anos de 1992 e 2002, dentre as quais a última fora de ouro, conquistada no Mundial de Debrecen; e seis medalhas europeias, em seis edições entre 1990 e 2002, novamente com um ouro, conquistado em 1998, no Campeonato de São Petersburgo, na Rússia.
Em 2003, o ginasta aposentou-se da modalidade artística e casou-se com Szandi.
Em 24 de janeiro de 2022, a Associação Húngara de Ginástica e o Comitê Olímpico Húngaro divulgaram a morte de Csollány. Foi divulgado que contraiu COVID-19 em dezembro de 2021 e veio a falecer por complicações respiratórias, em Budapeste. 